# Cornelia Kramer
Cornelia Kramer Moltke (født 16. december 2002) er en kvindelig dansk fodboldspiller, der spiller angreb for HB Køge i Gjensidige Kvindeligaen.

## Karriere

### AaB
Kramer har spillet for diverse af AaB's ungdomshold, hvor hun bl.a. i november 2016, debuterede for klubbens U18 hold, i en af alder af 13 år. Hun har siden 2018, spillet for klubbens førstehold i kvindernes 1. division, hvor holdet i sommeren 2020, rykkede op i landets bedste kvindelige række Gjensidige Kvindeligaen, da holdet blev nummer to i den såkaldte kvalifikationsrunde i sæsonen 2019-20, kun overgået af HB Køge. Hun har desuden været holdets topscorer i 1. division i sæsonen 2019-20, med 10 mål i 14 kampe.

### Landshold
Hun har tidligere optrådt for både Danmarks U/16- og U/17-landsholdet og har senest fået debut på A-landsholdet. Hun debuterede på A-landsholdet 29. oktober 2024 mod Holland, hvor hun desuden scorede sit første A-landsholds mål.[kilde mangler] Hun deltog desuden ved U/17-EM i fodbold for kvinder 2019 i Bulgarien, hvor holdet dog ikke nåede videre fra gruppespillet.